# Frota I do Metrô de São Paulo
A Frota I do Metrô de São Paulo é uma série de TUEs modernizados pelo consórcio Modertren, formado pela francesa Alstom e pelo grupo Siemens.
Operam sob o sistema CBTC, ou "Communication-Based Train Control", o que diminui o headway e permite melhor adequação entre o tempo de percurso dos trens e a demanda operacional. 
Esta nova frota é parte da antiga Frota A, de 1974, que foi reformada em sua totalidade e transformada em duas outras frotas: a Frota I (trens de matrícula A01 até A25 para I01 até I25) e a Frota J (A26 até A51 para J26 até J51).

## História
Reformada pelo consórcio Modertrem, formado por duas empresas Alstom e Siemens, foi modernizada na cidade de Cabreúva, no interior de São Paulo. Atualmente todos os 25 trens desta frota estão em operação.
A composição I12 se envolveu em uma colisão no Pátio Jabaquara em dezembro de 2012 com a composição A33 (modernizada I24) e só retornou à operação em dezembro de 2016, quatro anos depois, na Linha 2-Verde.
O primeiro trem dessa frota foi entregue no dia 20 de janeiro de 2012, na presença do governador Geraldo Alckmin, na Estação Tucuruvi do metrô.

## Características
Essa modernização incluiu os seguintes itens na frota:
- Alteração da identidade visual, com nova máscara e pintura;
- Substituição do sistema de tração por um mais moderno, eficiente e de manutenção de menor custo;
- Substituição do sistema de ventilação por um de ar-condicionado;
- Melhoria no sistema de comunicação com os usuários, por meio de adição de paineis de informações eletrônicos;
- Instalação de nova cabine de controle, com banco ergonômico, ar-condicionado e novo painel de controle;
- Instalação de câmeras de segurança e sistema de prevenção de incêndios;
- Instalação de rede de dados informatizada, para transmissão e recepção das condições dos equipamentos dos trens e sistema de registrador de eventos (caixa preta) dos equipamentos que desempenham função de segurança.